# EHealth-platform
Het eHealth-platform is een Belgische openbare instelling van sociale zekerheid (OISZ) die een elektronisch platform biedt waar alle betrokkenen in de volksgezondheid (zorgverleners, instellingen, ziekenfondsen, patiënten) op een veilige en efficiënte manier informatie, inclusief persoonsgegevens, kunnen uitwisselen. De instelling is opgericht bij de wet van 21 augustus 2008. Het eerste strategisch plan voor 2011-2013 werd in december 2010 goedgekeurd door het beheerscomité.

## Doel
Het eHealth-platform heeft als doel om de elektronische dienstverlening en informatie-uitwisseling tussen alle actoren in de gezondheidszorg te verbeteren. Hiermee wil de organisatie:
- de kwaliteit en de continuïteit van de gezondheidszorgverstrekking en de veiligheid van de patiënt te optimaliseren,
- de vereenvoudiging van de administratieve formaliteiten voor alle actoren in de gezondheidszorg te bevorderen
- en het gezondheidsbeleid te ondersteunen (art. 4, wet van 21/8/2008).[1]

Hierbij worden waarborgen op het vlak van de informatieveiligheid en de bescherming van de persoonlijke levenssfeer in acht genomen.

## Structuur

### Beheerscomité
Het beheerscomité van het eHealth-platform bestaat uit een voorzitter en 31 leden die benoemd worden door de Koning voor een periode van zes jaar. Voorzitter van het beheerscomité is momenteel Jacques de Toeuf.

### Overlegcomité
Alle betrokken belanghebbende partijen zijn vertegenwoordigd in een overlegcomité, dat het beheerscomité adviseert en initiatieven voorstelt (art. 22, wet van 21/8/2008). Het overlegcomité telt 32 leden.

### Sectoraal comité
Het Sectoraal Comité van de Sociale Zekerheid en van de Gezondheid is opgericht binnen de Commissie voor de bescherming van de persoonlijke levenssfeer. De sectorale comités zien er in hun sector op toe dat de privacy wordt beschermd bij de verwerking van persoonsgegevens.